# پدیده صدای الکترونیکی

ااگویی که توسط نویز سفید در یک گراف ایجاد شده‌است

پدیده صدای الکترونیکی یا به اختصار (EVP) صداهایی هستند که در ضبط‌های الکترونیکی پیدا می‌شوند که به نظر همانند صحبت کردن شخصی به نظر می‌رسند اما به‌طور غیرعمد ضبط شده‌اند. EVPها معمولاً در امواج ولگردی که در هوا هستند یا صدای پس زمینه یافت می‌شوند. معمولاً ضبط این صداها با افزایش حساسیت دستگاه نسبت به صدای محیط امکان‌پذیر است.
طبق ادعاهایی که شده‌است صداهایی که توسط دستگاه EVP ضبط می‌شوند جزو اصوات ماوراءالطبیعه هستند. اگر چه تعدادی از توضیحات طبیعی ارائه شده‌است از جمله apophenia (پیدا کردن اهمیت در پدیده‌های ناچیز) و شنوایی pareidolia (صداهایی که به‌طور تصادفی توسط شخص خاصی بیان می‌شود)
این پدیده در دستگاه‌های پخش صدای الکترونیکی مانند رادیو، میکروفون و حتی دستگاه‌های تصویری مانند تلویزیون و اندروید و ویندوز نیز در قسمت‌های صوتی آنها به وجود می‌آید.

## تاریخچه
داستان‌ها، مدارک و نشانه‌های زیادی از داستان ساخت EVP و شروع قدم‌های اولیه وجود دارد و مشخص کردن یک زمان مشخص برای تولد EVP کمی دشوار است. برخی مدارک و شواهد نشان می‌دهد اولین بار، دانشمند معروف و شناخته شده، توماس ادیسون اولین کسی بوده که جهت ارتباط با مادر متوفی خود به فکر ساخت وسیله‌ای جهت ارتباط با وی افتاده، عده‌ای هم بر این باورند وی در خلال جلسات احضار ارواح و با کمک یکی از همین ارواح راهنمایی می‌شده تا چنین دستگاهی را بسازد. با وجود این مدارک و نشانه‌ها در مورد توماس ادیسون، هنوز هیچ وسیلهٔ مشخصی از وی پیدا نشده و به ثبت نرسیده که مختص به این کار باشد، هرچند که علم وی و اختراعات وی هم‌اکنون یکی از مهم‌ترین وسایل ارتباطی ما در این زمینه می‌باشد
بسیاری از گفته‌ها و نوشته‌ها پیرامون توماس ادیسون و EVP نادرست و اثبات نشده مانده و گزارش‌های بسیاری به دروغ به نقل از وی مطرح شده. تنها ارتباط موثق بین ادیسون و EVP نقل قولی است از ادیسون در مجله مشهور و با قدمت Scientist آمریکا در خلال یک مصاحبه که در آن ادیسون چنین بیان داشته: «به نظر این موضوع امکان پذیر است که بتوان دستگاهی ساخت، آنقدر ظریف و حساس که اگر اشخاصی در دنیای دیگر وجود داشته باشند یا بخواهند با ما در این دنیا در ارتباط باشند، به کمک این دستگاه به آنها این فرصت را بدهیم تا خود را بهتر بیان کنند تا اینکه بخواهیم شاهد واژگونی میزها، حرکات سریع در Ouija Board، استفاده از مدیوم‌ها و استفاده از روش‌های خام و قدیمی جهت ارتباط با این اشخاص باشیم.» با چنین نقل قولی از ادیسون و وجود شواهد ریز دیگر در این باره حتی اگر نخواهیم ادیسون را به عنوان اولین فرد معرفی کنیم، می‌توانیم به‌طور قطع وی را از اولین پایه‌گذاران تفکرEVP بنامیم.

### علاقه اولیه
در سال ۱۹۳۶، Attila von Szalay، عکاسی بود که تلاش می‌کرد این اصوات ناشناخته و غیرقابل وصف را به کمک یک صدانگار ضبط نماید. وی در سال ۱۹۴۰ با وسایل قدیمی و زنگ زده خود توانست به این خواسته برسد.
نزدیک به سال ۱۹۴۹، شخصی به نام Marcello Bacci، در ایتالیا صداهایی را از منابع نامشخص ضبط کرد که به قول وی این اصوات از دنیای بعد از مرگ آمده و به کمک خلاء مجرایی مخابره شده ضبط شده.
در سدهٔ پنجاه، دو کشیش کاتولیک به نام پدر Emetti و پدر Gemelli توانستند صدای پدرشان را ثبت نمایند.
در سال ۱۹۵۹ نقاش و فیلم‌ساز سوئدی به نام فردریش یورگنسن صدای آواز پرنده‌ها را ضبط کرد. در خلال پخش این نوار ضبط شده صدای عجیب و آشنایی توجه او را جلب کرد. صدا، صدای پدر وی بود که مدت‌ها پیش از دنیا رفته بود و بعد از آن توانست صدای همسر متوفی خود را بشنود که نام او را صدا می‌کرد. بعد از این اتفاقات تکان دهنده فردریش بیش از پیش به ضبط صدا پرداخت و در خلال ثبت و ضبط‌های بعدی حتی توانست صدای مادر خود را هم بشنود.
در ادامهٔ چنین اتفاقاتی بود که جرقهٔ EVP مدرن زده شد و تعداد بسیاری از صداها و اصوات ضبط شده از دنیای مردگان به صورت کنترل شده ثبت و ضبط گردید.

### شروع دوران مدرن
در سال ۱۹۸۲، سارا استپ اولین انجمن تحقیقاتی EVP آمریکا را در منطقهٔ Severna Park واقع در ماریلند پایه‌ریزی کرد، سازمانی با هدف افزایش آگاهی از پدیدهٔ EVP، و با هدف آموزش روش‌های مدرن و استاندارد جهت ثبت پدیدهٔ EVP. خانم سارا استپ اولین تحقیق خود را در زمینهٔ EVP در سال ۱۹۷۶ انجام داد و هزاران هزار پیغام ضبط شده را توانست از دوستان، اعضای خانواده و دیگر افراد مرده ثبت نماید.
اصطلاح Instrumental TransCommunication (ITC) توسط ارنست سنکووسکی در سال ۱۹۷۰ در رابطه با برقراری ارتباط با ارواح و اشخاص غیر مادی به کمک ادوات الکترونیکی همچون تلفن، فکس، رادیو، ضبط صوت، رایانه و … بیان شد.
در سال ۱۹۹۷، شخصی به نام امانتس باروش از ساختمان روان‌شناسی دانشگاه Western Ontario به کمک روش Konstantin Raudive توانست یک سری از تجارب را در این زمینه و به کمک کارشناس ITC به نام مارک ماسی به‌دست‌آورد. یک رادیو در یک فرکانس خالی روشن بود و بیش از هشتاد و یک بار به مدت یک ساعت و یازده دقیقه شروع به ضبط نمود. در این مدت یک نفر هم در فضای خالی نشسته بود و با ارتباط شفاهی قصد ارتباط با منبع EVP را داشت. باروش چنین گزارش داد که چندین نمونه را به‌دست آورده که شامل صداهایی مشکوک به EVP بوده. هرچند که این صداهای ضبط شده آنچنان شفاف نبودند. یافته‌ها در مجلهٔ Scientific Exploration در سال ۲۰۰۱ همراه با یک مرور ادبیاتی در این رابطه انتشار یافت.